# Сијалес (Порторико)
Сијалес (шп. Ciales) је општина у америчкој острвској територији Порторико, острвској држави Кариба.

## Демографија
По попису из 2010. године број становника је 18.782, што је 1.029 (-5,2%) становника мање него 2000. године.
| Група             | 2000.          | 2010.          |
| Белци             | 93 (0,5%)      | 38 (0,2%)      |
| Афроамериканци    | 612 (3,1%)     | 782 (4,2%)     |
| Азијати           | 18 (0,1%)      | 5 (0,0%)       |
| Хиспаноамериканци | 19.697 (99,4%) | 18.725 (99,7%) |
| Укупно            | 19.811         | 18.782         |